# Owen Hargreaves
Owen Lee Hargreaves, kanadsko-angleški nogometaš, * 20. januar 1981, Calgary, Alberta, Kanada.
Hargreaves je nekdanji nogometni vezist, ki je v svoji karieri igral za Bayern München, Manchester United in Manchester City ter angleško reprezentanco.